# 拉謝亞區
33°30′09″N 35°50′46″E / 33.5024°N 35.8462°E

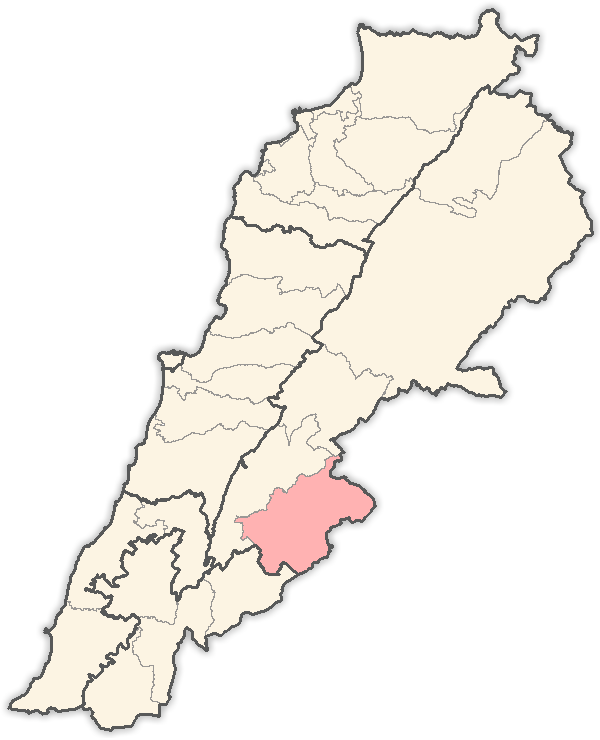

拉謝亞區（阿拉伯语：‎）是黎巴嫩貝卡省的區份，位於該國東南部，首府設於拉謝亞，面積485平方公里，2008年人口24,000，人口密度每平方公里49人。